# Líbia hadereje
Líbia hadereje (arabul: القوات المسلحة الليبية) a szárazföldi erőkből, a légierőből és a haditengerészetből áll.

## Fegyveres erők létszáma
- Aktív: 76 000 fő (melyből 38 000 fő sorozott)
- Szolgálati idő a sorozottaknak: 18 hónap
- Tartalékos: 40 000 fő
- Katonai költségvetés: 1,60 milliárd amerikai dollár

## Líbia 2006–2007-es katonai beszerzései
Az orosz Roszoboronekszport állami fegyverkereskedelmi vállalat több mint 2,2 milliárd dollár értékű fegyverszállítási szerződést kötött Líbiával. Az üzletet hamarosan Vlagyimir Putyin orosz elnök és Moammer Kadhafi ezredes, az észak-afrikai arab ország vezetője is szentesíti. A hírek szerint Líbia főleg a légvédelem korszerűsítésére szolgáló eszközöket kap, többek között SZ–300 légvédelmi rakétarendszereket és Szuhoj-, illetve MiG-vadászrepülőgépeket. Bár Líbia jelentős összegekkel tartozik Oroszországnak, és ez eddig befolyásolta a fegyverexportot is, a közös érdekek miatt mégis mód nyílt a széles körű együttműködésre. Főleg az olajipar és az energetika területén számít egymásra a két ország, gépek, technológiák és szakemberek cseréjével. A hírek szerint Líbia elsősorban olyan korszerű légvédelmi rakétakomplexumokat vásárol, mint az SZ–300PMU–2 vagy a Szu–30MK és a MiG–29SZMT harci repülőgépek. A projekt része a haditengerészet megerősítése is: P–636-os dízel–elektromos tengeralattjárók és part menti őrhajók megvételéről tárgyalnak.

## Szárazföldi erők
Létszám45 000 fő
Állomány
- 1 elit dandár
- 10 harckocsizászlóalj
- 18 gyalogoszászlóalj
- 10 gépesített zászlóalj
- 6 ejtőernyős-zászlóalj
- 22 tüzérosztály
- 4 rakétadandár

Felszerelés
- 985 db harckocsi (T–55, T–62, T–72)
- 440 db felderítő harcjármű (BRDM–2)
- 1000 db páncélozott gyalogsági harcjármű (BMP–1)
- 880 db páncélozott szállító jármű
- 1134 db tüzérségi löveg: 690 db vontatásos, 444 db önjáró
- 120 db rakétaindító, 450-500 db rakéta

## Légierő
A Líbiai Légierő (arabul: القوات الجوية الليبية, latin betűkkel, arabul: Al Quwwat al-Jawwiya al-Libiyya) Líbia egyik legjelentősebb fegyverneme.
Létszám23 000 fő
Repülési idő a pilótáknak85 óra
Állomány
- 1 bombázószázad
- 9 vadászrepülő-század
- 7 közvetlen támogató század
- 2 felderítő század
- 7 szállítórepülő-század

### Fegyverzete
Támadó erők
- 400 db harci repülőgép (MiG–21, MiG–23, MiG–25, Mirage 5D, Szu–20, Szu–24)
  - 25 db Mirage F1AD/BD/ED
  - 25 db MiG–21bisz
  - 125 db MiG–23BN/MSZ/ML/UM
  - 40 db Szu–20
  - 15 db Szu–24MK
- 6 db bombázó repülőgép Tu–22

Kiképző erők
- 110 db L–39 Albatros
- 20 db SF–260
- 80 db G–2 Galeb, J-1

Szállító erők
- 58 db szállító repülőgép
  - 20 db G.222
  - 10 db An–26
  - 4 db An–32
  - 2 db An–74
  - 2 db An–124
  - 2 db Beechcraft 200
  - 8 db Boeing 707 - kivonva
  - 3 db Falcon 20
  - 1 db Falcon 50
  - 3 db Gulfstream II
  - 15 db Il–76
  - 15 db L–410
  - 2 db JetStar
  - 10 db C–130H
  - 4 db Il–78

Helikopterek
- 40 db harci helikopter
  - 11 db Alouette III (rendőrségi)
  - 2 db Agusta A109
  - 6 db Bell 206
  - 12 db Mi–14
  - 43 db Mi–24 (ebből 13-at modernizálnak Dél-Afrikában)
  - 15 db SA–321GM Super Frelon
- 66 db szállító helikopter
  - 2 db Bell 212
  - 8 db CH–47 Chinook (12 db eladva az Egyesült Arab Emírségeknak)
  - 34 db Mi–8
  - 9 db SA–321M Super Frelon

## Haditengerészet
Létszám8000 fő
Hadihajók
- 1 db tengeralattjáró
- 1 db fregatt
- 9 db járőrhajó
- 6 db aknarakó/szedő hajó
- 3 db deszanthajó
- 9 db vegyes feladatú hajó